# 穏健党
穏健党（おんけんとう、Moderaterna）は、スウェーデンの保守自由主義政党。中道右派連合の一角を占めており、2014年9月以降は最大野党となっているが、2022年の議会総選挙で勝利し政権を奪還した。国際民主同盟及び欧州人民党グループ加盟政党。
近年はスウェーデンの福祉国家から自由主義社会への急激な転換方針は棚上げにしており、結果として社会自由主義にも近づいている。

## 概説
1904年に設立。以前は穏健統一党(Moderaterna Samlingspartiet)と称していたが、2006年9月の選挙を前に選挙対策の一部として名称を多少変更した。
かつては減税を党の公約に掲げ、サッチャリズム的な保守自由主義・新自由主義の色彩を鮮明にしていた。
2003年にフレドリック・ラインフェルトが党首になってからは伝統的な福祉国家路線から自由主義国家路線への急激な転換を棚上げにした。同様の政策路線をとる中央党・自由党と連立政権を築いた。支持者のプロフィールとしての典型的な事例は、企業経営者などを中心とする財界関係者や民間部門のホワイトカラーの高所得の男性であろう。
2015年1月に党首に就任したアンナ・シンベリ・バートラは同党初の女性党首であり、2017年1月まで務めた。
スウェーデンでは長年、スウェーデン社会民主労働党が政権を担当しており、保守と言えば「（福祉国家の恩恵を享受してきた労働者階級から見て信用できないため）政権担当能力がない」代名詞となってしまっており、その払拭のために福祉国家の廃止路線を棚上げにした。スウェーデンにおける中道右派政党連合、ブルジョワブロックのリーダーである。しかし過去には社会民主労働党とともに福祉国家を築いてきた中央党などに一歩譲ることが多かった。しかし近年は、スウェーデンでも年金の支出の拡大や運用におけるリスク資産投資の拡大といった理由で、それまで冷戦期を通じて大きく発展してきた福祉国家モデルの財政的持続可能性が危うくなってきたため、スウェーデンでも福祉国家から自由主義国家への転換が必要とされてきており、その社会的流れに乗って同党は勢力を拡大している。2022年総選挙で右派連合が勝利し、ウルフ・クリステルソン党首が首相に就任する見込みとなった。10月18日にクリステルソンを首班とする政権が発足。

## 政策
基本的な政策としてはユーロ導入に賛成、EU加盟に賛成、NATO加盟に賛成、ODAの削減を主張などである。

### 経済・財政政策
経済政策では前述の通り、自由主義路線を掲げていた。しかし、ラインフェルトが党首になってからは、既存の保守自由主義の色彩を弱め、社会民主労働党が築き上げてきた福祉国家路線からの急激な転換は当面は棚上げにした。2006年9月の総選挙では、「労働者のための保守党」といったスローガンを掲げるなど経済政策では、社会民主労働党とほとんど違いを見つけるのが困難になった。
しかしそれは、福祉国家としての歳出レベルは維持するいっぽう、減税などで歳入を縮小することにつながるため、このような方針を長く続けるとこのままでは国家財政を棄損する恐れが当然のことながらある。仮にこの方針を維持し、起こりうる歳入の不足分を政府の財政から外してこの分を資本流入（例：年金の一部を政府財政から外したうえ、リスク資産で運用する）によって賄うと、名目上の政府財政赤字は低く抑えて「見かけの健全性（apparent solvency）」を維持したまましばらく維持することができるが、この、名目上では異なっていても事実上は公的部門の事業である項目を簿外勘定にする方法を積極利用した財政政策こそまさに、つい最近まで見かけ上財政運営がヨーロッパで最も健全だったアイルランドが実行していたものと同じであって、これは金融市場の激変により年金や銀行等の部門に多大の損失が発生した際に政治的な判断として必ず行われている中央政府の救済策による損失の穴埋めによって、それまで健全に見えていた国家財政が急激に棄損される危険性がある。したがって中長期的に見た場合いずれにせよ残された選択肢は2つ、歳出削減か増税か、ということになる。前者は自由主義経済への転換、後者は福祉国家経済への逆戻りを意味する。
その一方、中道右派政権は2008年秋以降の金融危機に際しても、健全な財政を維持しつつあり、財政赤字も最大でGDP比わずか2％程度に抑えられており、スウェーデンは現在のところヨーロッパの中でも最も財政が健全な国でもある。
なお、公的年金について穏健党が主導するスウェーデンは一部を政府の帳簿外の私的運用とし、その原資を株式等の世界中のリスク資産で運用する抜本的な年金改革を積極的に行っている。ここで改革の移行期間に伴うここへの将来の政府助成分を政府債務の勘定から外すよう、同様の年金改革政策を採っているポーランドとともに欧州連合（EU）に提案しているが、EUの担当官であるフィンランドのオッリ・イルマリ・レーン経済・金融担当委員と、ドイツのアンゲラ・メルケル首相がこれを強硬に拒否している。フィンランドやドイツのような社会民主主義のシステムに固執する国々はこのような公的年金の私的運用制度を持っておらず年金のすべてを公的部門で賄っており、それに対してこのような融通の利かない勘定制度では信用リスクが大きすぎて共通通貨ユーロへの移行が安全にできないと訴えるスウェーデンやポーランドを中心とした、社会民主主義から自由主義へ徐々に制度移行しようとしている国々との間で深刻な確執となっている。

### 外交政策
欧州連合（EU）の東方パートナーシップ協定の提案に積極的に支持し、穏健党の主導するスウェーデンは同政策の提唱国であるポーランドと強い連携を組んでEU内で行動している。同党の前党首で現在は外相を務めるカール・ビルトは、東方パートナーシップの提唱者であるポーランド外相のラドスワフ・シコルスキとは公私の場面で頻繁に会うなど特に強い個人的信頼関係を持っており、ウクライナなど同協定の対象国に対しペアを組んで共同で対応している。同協定は2009年より実現している。東方パートナーシップ協定における行動原理は、旧ソ連構成国の東方諸国との間ではEU加盟国が単独で相手国と二国間交渉するのでなく必ずEUを通じて相手国と交渉すべきだというもの。これにより相手国が政治的思惑から何らかの利権を餌にしてEU加盟国に対する「一本釣り」を行ってくることを未然に防止し、EU内部の政治的結束と安定を維持するというもの。スウェーデンやポーランドからの抗議を無視してドイツとロシアがバルト海の浅いところにガスパイプライン「ノルド・ストリーム」を建設するのを2005年に決定したことが契機となった（ノルドストリームの事業にはゲルハルト・シュレーダー前ドイツ首相をはじめドイツの前政権のドイツ社会民主党の関係者が役員として多数天下りしている。）。

## 党勢
スウェーデンでは、1920年以降、第二次世界大戦から冷戦時代にかけての世界経済の長期的財需要拡大の局面では中立国スウェーデンの資本が破壊されることがなかったため、その潤沢な税収をもとに福祉国家路線を掲げて財政支出を拡大してきた社会民主労働党が一時を除き政権与党の座を占めており、長年にわたり穏健党は野党に甘んじてきた。そのため、新たに党首になったラインフェルトは穏健党の自由主義路線を大部分棚上げにし、福祉国家路線から自由主義国家路線への急激な政策転換を行わない方針に転換した。冷戦後に大きく拡大した世界経済が急速に停滞期に入ってきたこの数年でスウェーデンの社会福祉の財政的基盤の長期的な持続可能性が怪しくなってきた昨今において、同党による自由主義路線の棚上げは、財政の長期的な不安は拡大することになった一方、身近な社会の急速な激変に対して有権者が持っていた不安を当面は取り除くことには成功し、党勢には大きく寄与した。
2006年9月の総選挙では、穏健党は福祉国家路線への政策の転換や、年金資金の運用改革に大失敗した当時の与党である社会民主労働党の不人気を追い風に支持率を上昇し、与野党両連合の接戦の末、97議席を獲得。社会民主労働党の130議席には及ばなかったものの、中道右派各党の合計では左派連合を凌駕した。翌月5日、党首のラインフェルトは首相に選出され、連立与党第一党となった。スウェーデンでは約12年ぶりの右派政権となった。
政権獲得後も、穏健党をはじめとする中道右派連合は、一部社会保障制度の改革や減税などを実施するも、その漸進主義（gradualism）の考えによって、スウェーデンの伝統的な福祉国家路線からの急激な転換は避けている。そのため、有権者から見ると、社会民主労働党を中心とする野党の左派連合（赤緑連合）と与党の中道右派連合の経済政策をはじめとした政策の違いは当面のところほとんどなくなっており、2010年9月の総選挙を前に与党と野党の支持率は拮抗していたが、僅差で勝利し政権を維持した。2014年9月の総選挙では野党左派連合に敗れて8年ぶりに下野した。
2022年9月の総選挙では2議席減らしスウェーデン民主党に抜かれ議会第3党となったものの、穏健党を含む右派陣営が176議席と過半数を獲得して勝利し、クリステルソン党首が首相に就任する見込みとなった。